# Guadalupe Flores Salazar
Guadalupe Flores Salazar (Ciudad de México, 3 de noviembre de 1971) es una política mexicana, que fue miembro del Partido de la Revolución Democrática (PRD). Ha sido en dos ocasiones diputada federal.

## Biografía
Es licenciada en Economía egresada de la Universidad Autónoma Metropolitana (UAM) y tiene una maestría en Gobierno y Asuntos Públicos por la Universidad Nacional Autónoma de México (UNAM). Fue miembro del PRD desde su fundación en 1989.
De 2003 a 2005 fue coordinadora de asesores del gobierno delegacional de Tláhuac, siendo jefa delegacional Fátima Mena Ortega. Dejó el cargo para ser candidata del PRI a diputada federal por el Distrito 27 del Distrito Federal, siendo elegida a la LX Legislatura de 2006 a 2009. En ella fue secretaria de la comisión de Equidad y Género; e integrante de la comisión de Distrito Federal.
Posteriormente ocupó diversos cargos, entre los que estuvieron secretaria particular en la jefatura delegacional de Tláhuac, efa de la unidad departamental en el Centro de Servicios y Atención Ciudadana en la delegación Tláhuac, directora de Equidad y Género, directora de Recursos Financieros y asesora en la Asamblea Legislativa del Distrito Federal.
En las elecciones de 2012 fue precandita del PRD a jefa delegacional de Tláhuac, cargo que no logró y que correspondió a Angelina Méndez Álvarez. Fue entonces postulada nuevamente a diputada federal por el distrito electoral 27, siendo elegida en esta ocasión a la LXII Legislatura de 2012 a 2015. En ella fue presidenta de la comisión para conocer y dar seguimiento puntual y exhaustivo a las acciones que han emprendido las autoridades competentes en relación con los feminicidios registrados en México; secretaria de la comisión de Desarrollo Metropolino; e integrante de las comisiones de Educación Pública y Servicios Educativos; y, de Salud.
En el último año, en las elecciones de 2015 dejó su militancia en el PRD y fue postulada candidata a jefa delegacional de Tláhuac por el partido Movimiento Ciudadano, no logrando el triunfo que correspondió al candidato de Morena Rigoberto Salgado Vázquez. Posteriormente ocupó el cargo de directora de Transparencia, Información Pública y Datos Personales.
En 2018 fue nuevamente precandidata a la jefatura delegacional de Tláhuac, por la coalición Por México al Frente, pero no logró la candidatura, que correspondió a Marcopolo Carballo Calva.